# Battista Sforza
Battista Sforza, född 1446, död 1472, var en italiensk adelskvinna, hertiginna av Urbino mellan 1460 och 1472 som gift med hertig Federico da Montefeltro. 
Hon var ställföreträdande regent i Urbino medan hennes make var bortrest. 